# Haplogruppe L3

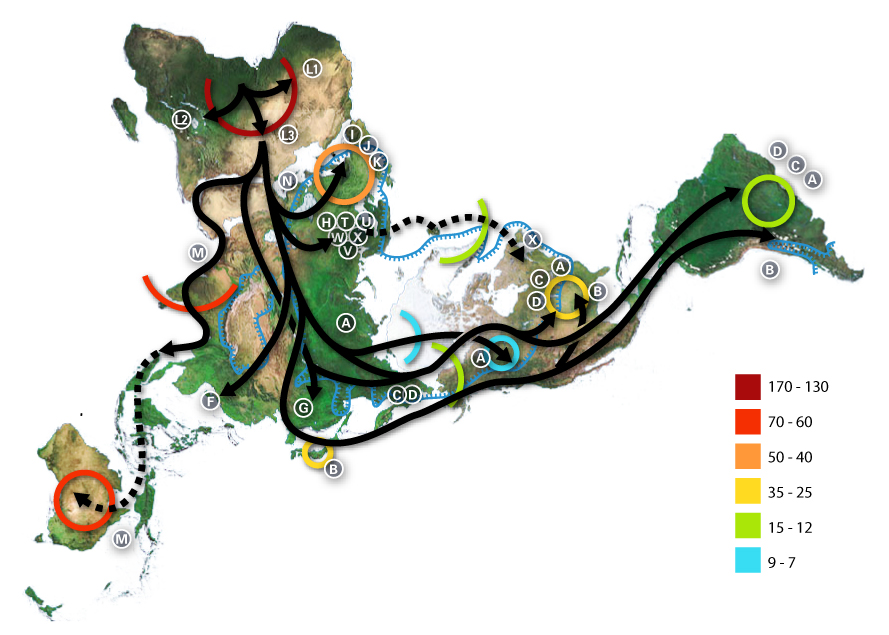
Prähistorische Verbreitung der Haplogruppe L3, ihre Nachkommen M und N und anderer mtDNA-Kladen. Zahlen repräsentieren tausend Jahre Before Present.

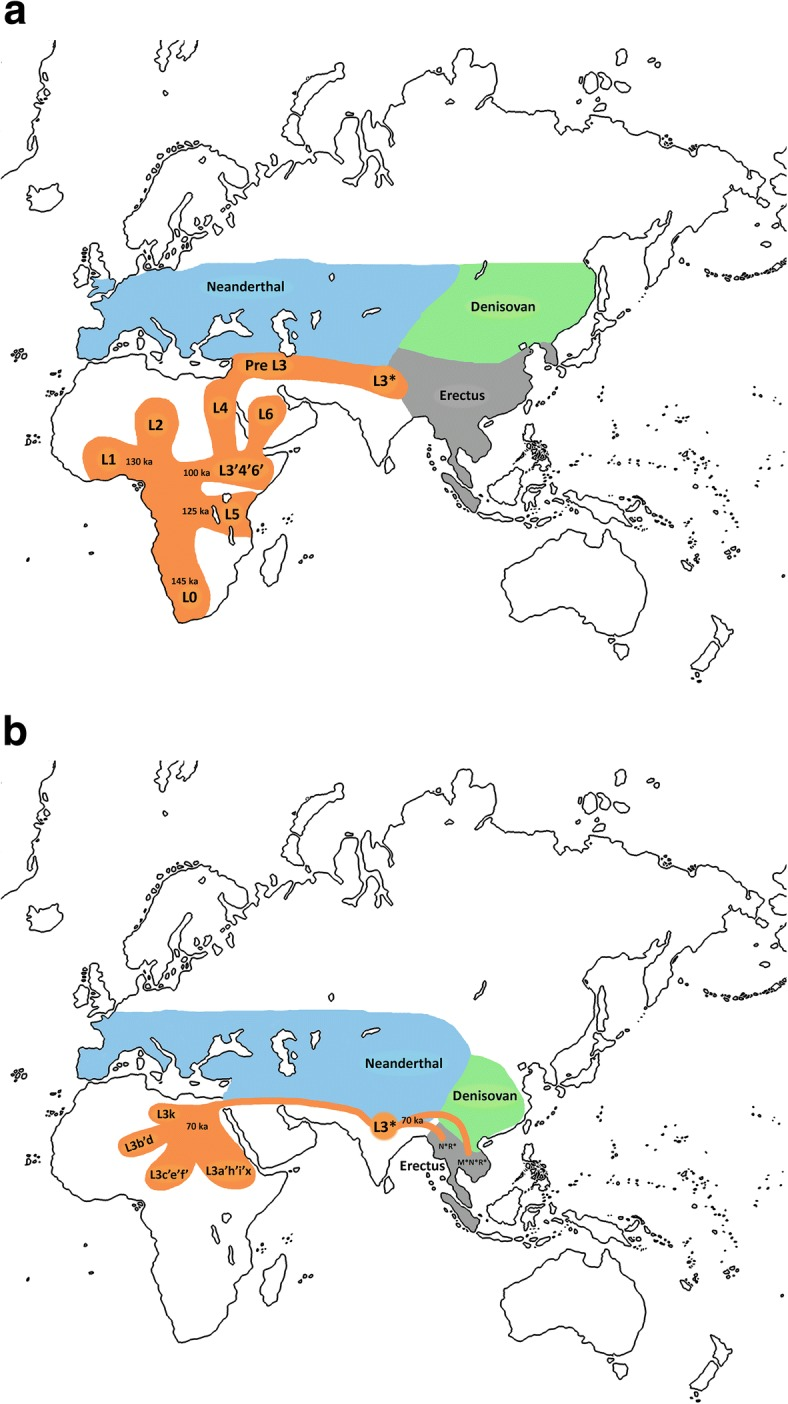
Vorgeschlagene Migrationsroute, die den Ursprung von L3 in Asien (Indien) und seine Verbreitung außerhalb und innerhalb des Kontinents darstellt, mit zwei möglichen Modellen.

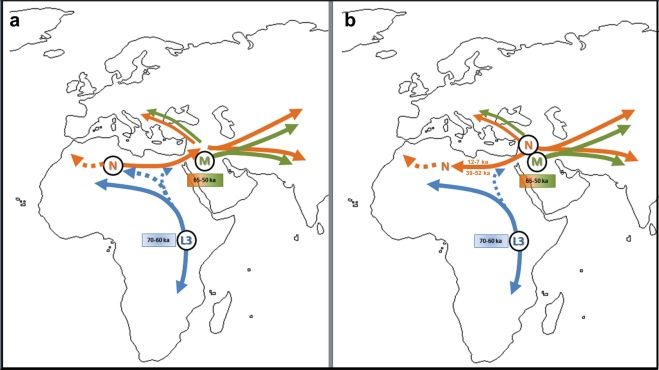
Vorgeschlagene Migrationsroute, die den Ursprung von L3 in Afrika und seine Verbreitung außerhalb und innerhalb des Kontinents darstellt, mit zwei möglichen Modellen:
(a) Haplogruppe N unterscheidet sich von L3 in Afrika mit einer anschließenden Ausbreitung aus Afrika und Differenzierung von Haplogruppe M von L3 außerhalb Afrikas. (b) Die Haplogruppen M und N weichen nach der Expansion von L3 vom Kontinent außerhalb Afrikas von L3 ab. Spätere Wanderungen während des Oberen Paläolithikums und des Neolithikums führten einige Linien zurück nach Nordafrika. (Haplogruppen sind in ihrem wahrscheinlichen Ursprungsgebiet in schwarzen Kreisen angegeben.)

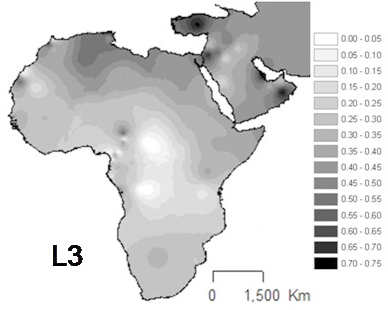
Räumliche Verteilung der Haplogruppe L3 projiziert auf den afrikanischen Kontinent und auf die arabischen Halbinsel.

Die Haplogruppe L3 ist in der Humangenetik eine Haplogruppe der Mitochondrien. Zur Haplogruppe L3 sind die Forscher der Ansicht, dass sie vor 84.000 bis 104.000 Jahren entstand.
Sie ist vor allem in Ostafrika verbreitet, im Gegensatz zum Subsahara-Afrika, wo die Haplogruppen L1 und L2 rund zwei Drittel der mtDNA-Haplogruppen ausmachen.
L3 ist unterteilt in mehrere Untergruppen, eine davon hat die Makrohaplogruppen M und N hervorgebracht, von denen die meisten Nichtafrikaner abstammen.
Nach Maca-Meyer u. a.(2001): „Haplogruppe L3 ist stärker mit eurasischen Haplogruppen verwandt als die divergierenden afrikanischen Cluster L1 und L2“.

## Stammbaum
Dieser phylogenetische Stammbaum der Subgruppen von Haplogruppe L3 basiert auf einer Veröffentlichung von Mannis van Oven und Manfred Kayser und anschließender wissenschaftlicher Forschung.
- L3'4
  - L3
    - L3a
    - L3b'c'd'j
      - L3b
        - L3b1
          - L3b1a
            - L3b1a1
            - L3b1a2

          - L3b1b
            - L3b1b1

        - L3b2

      - L3c
      - L3d
        - L3d1-5
          - L3d1
            - L3d1a
              - L3d1a1
                - L3d1a1a

            - L3d1b
              - L3d1b1

            - L3d1c
            - L3d1d

          - L3d2
          - L3d3
            - L3d3a

          - L3d4
          - L3d5

      - L3j

    - L3e'i'k'x
      - L3e
        - L3e1
          - L3e1a
            - L3e1a1
              - L3e1a1a

            - L3e1a2
            - L3e1a3

          - L3e1b
          - L3e1c
          - L3e1d
          - L3e1e

        - L3e2
          - L3e2a
          - L3e2b
            - L3e2b1
            - L3e2b2

        - L3e3'4'5
          - L3e3'4
            - L3e3
              - L3e3a
              - L3e3b

            - L3e4

          - L3e5

      - L3i
        - L3i1
          - L3i1a
          - L3i1b

        - L3i2

      - L3k
      - L3x
        - L3x1
        - L3x2
          - L3x2a
            - L3x2a1
              - L3x2a1a

          - L3x2b

    - L3f
      - L3f1
        - L3f1a
        - L3f1b
          - L3f1b1
          - L3f1b2
          - L3f1b3
          - L3f1b4
            - L3f1b4a
              - L3f1b4a1

      - L3f2
        - L3f2b

      - L3f3

    - L3h
      - L3h1
        - L3h1a
          - L3h1a1
          - L3h1a2
            - L3h1a2a
            - L3h1a2b

        - L3h1b
          - L3h1b1
            - L3h1b1a

      - L3h2

    - M
    - N